# Исток (приток Вильвы)
Исток — река в России, протекающая в основном в Добрянском районе Пермского края (исток и первые несколько сот метров течения — в Чусовском районе). Устье реки находится в 2,4 км от устья по правому берегу Вильвы (приток Косьвы). Длина реки составляет 23 км.
Река берёт начало в лесном массиве близ границы Чусовского и Добрянского районов в 18 км к востоку от посёлка Вильва. Исток находится на западных предгорьях Среднего Урала северо-восточнее горы Сопка (339 м НУМ) на водоразделе бассейнов Косьвы и Чусовой. Течёт на северо-запад, притоки — Кряжковка, Долгуша, Черемуха (правые); Ломовка, Феньковка, Фонталка, Верхняя Девяткова, Девяткова (левые). Впадает в Вильву у посёлка Таборы.
На правом берегу реки Исток находится могильник Баяновский I VIII—X веков. Возможно, здесь находилась Magna Hungaria — гипотетическая прародина современных венгров.

## Данные водного реестра
По данным государственного водного реестра России относится к Камскому бассейновому округу, водохозяйственный участок реки — Кама от города Березники до Камского гидроузла, без реки Косьва (от истока до Широковского гидроузла), Чусовая и Сылва, речной подбассейн реки — бассейны притоков Камы до впадения Белой. Речной бассейн реки — Кама.
Код объекта в государственном водном реестре — 10010100912111100008915.